# The Cat Empire (album)
The Cat Empire is het eerste studioalbum van de Australische band The Cat Empire. Opgenomen in de Sing Sing Studios in Melbourne werd het album in oktober 2003 uitgebracht. En in februari 2004 haalde het platinum.

## Lijst met nummers
1. "How To Explain" - 3:37
2. "Days Like These" - 4:07
3. "The Lost Song" - 3:15
4. "The Chariot" - 5:34
5. "Hello" - 3:44
6. "One, Four, Five" - 3:24
7. "The Rhythm" - 3:24
8. "The Wine Song" - 7:22
9. "Beanni" - 3:39
10. "The Crowd" - 2:19
11. "Manifesto" - 2:34
12. "All That Talking" - 6:54